# Casamento na Roma Antiga

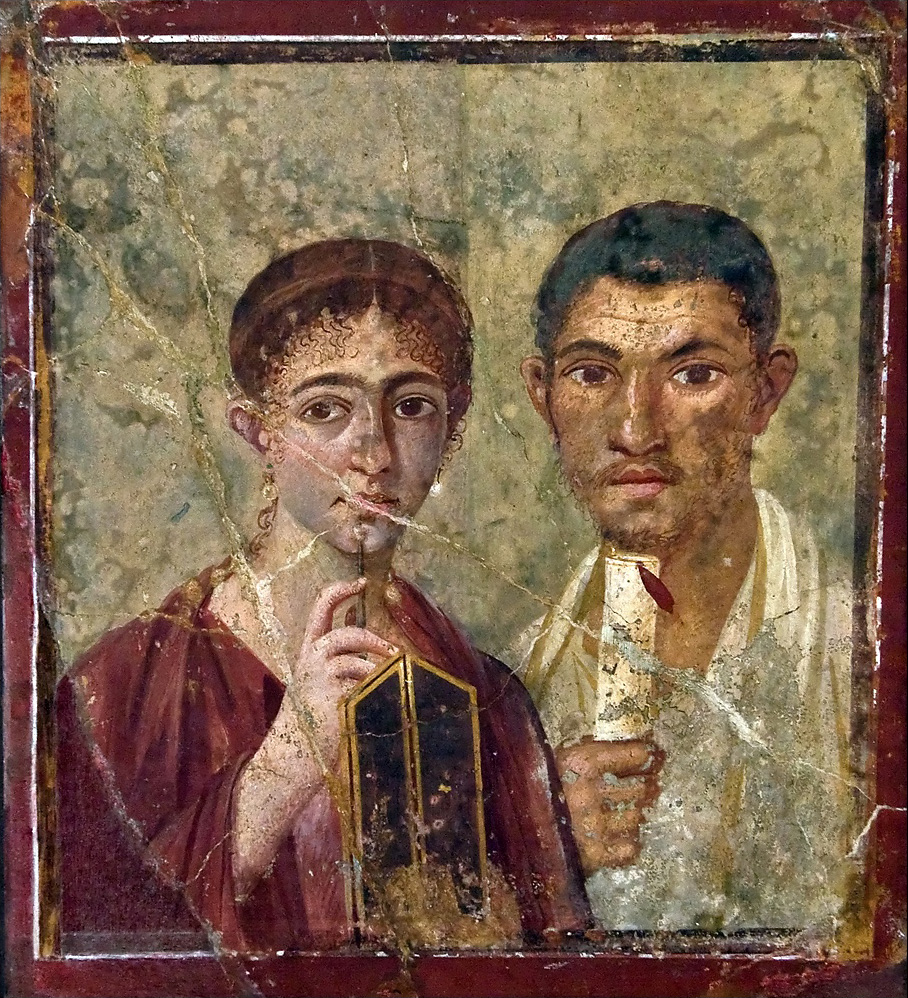
Paquius Proculus e a sua esposa. Fresco de Pompeia, século I, atualmente exposto no Museo di Capodimonte.

O casamento na Roma Antiga era uma das principais instituições da sociedade romana e tinha como principal objectivo gerar filhos legítimos, que herdariam a propriedade e o estatuto dos pais. Entre as classes mais prestigiadas, servia também para selar alianças de natureza política ou económica. Refira-se a título de exemplo Júlia, filha de Júlio César e de Cornélia Cinnila, que inicialmente prometida a Quinto Servílio Cepião, acabaria por casar com Pompeu quando o seu pai estabeleceu com este a aliança que conduziu ao primeiro triunvirato ou ainda o casamento de Octávia com Marco António, parte do Tratado de Brundísio.[carece de fontes?]
Vários ritos do casamento romano foram legados ao mundo ocidental contemporâneo, como a existência de um anel de noivado, do véu de noiva, a união das mãos direitas dos nubentes ou ainda o acto de levar ao colo a noiva para dentro da habitação.

## Perspectiva histórica

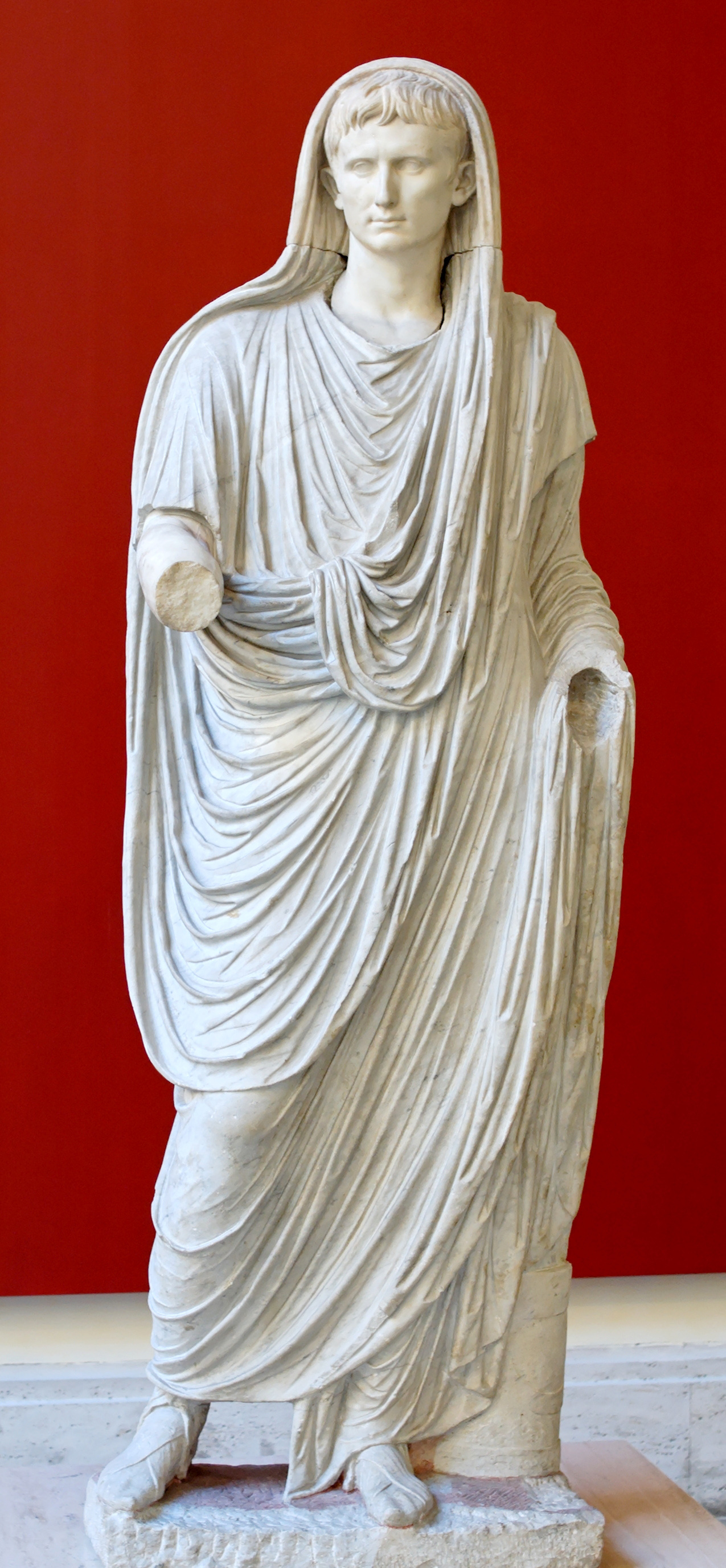
Augusto retratado como pontífice máximo.

No início, não era necessária nenhuma espécie de cerimónia legal ou religiosa para que um casamento fosse considerado válido na Roma Antiga: bastava a coabitação entre um homem e uma mulher para que estes fossem considerados casados. A estruturação legal do casamento foi realizada ao longo da República, tendo sido alterada com o Império.
Até 445 a.C., só tinham direito a casar os patrícios. Nesse ano, e através da lei Canuleia, o casamento é alargado a todos os cidadãos, permitindo-se também o casamento entre patrícios e plebeus.
Na época de Augusto, primeiro imperador romano, a legislação ligada ao casamento sofre mudanças. Nessa altura, assistia-se em Roma a uma quebra demográfica, que se fez sentir em particular nas classes sociais mais relevantes. Para essa quebra contribui a diminuição da fertilidade dos casais, provocada pela presença de chumbo nas canalizações que transportavam a água consumida e pelo facto das mulheres utilizarem maquilhagem onde esse mesmo elemento encontrava-se presente[carece de fontes?]. Para além disso, os casais evitavam ter mais do que dois filhos, para evitar o fraccionamento dos bens, que conduzia a uma desvalorização social, dado que o enquadramento em determinada ordem dependia da fortuna pessoal. Para incentivar a natalidade e o casamento, Augusto fez uso de duas leis, a lex Iulia de maritandis ordinibus (18 a.C.) e a lex Papia Poppaea (9 a.C.).
Estas leis determinavam que todos os homens com idade compreendida entre os 25 e os 60 anos, e todas as mulheres entre os 20 e os 50 anos pertencentes à ordem senatorial e à ordem equestre (as duas ordens mais importantes do Estado romano) deveriam ser casados, caso contrário seriam penalizados. A penalização consistia em impedir que recebessem legados ou heranças de pessoas que não fossem da sua família. Foi também instituído o ius trium liberorum através do qual os pais de três ou mais filhos legítimos gozavam de determinados privilégios, como a diminuição da idade mínima de acesso às magistraturas. Para as mulheres, a concessão do ius trium liberorum permitia a gestão própria dos bens (sem interferência do marido ou do pai), podendo legalmente herdar e legar. As medidas tiveram pouco efeito; o próprio ius trium liberorum foi por vezes atribuído como "recompensa" a homens que não chegaram a ter filhos, como se verificou nos casos de Marcial, Plínio, o Jovem e Suetónio.

## Requisitos

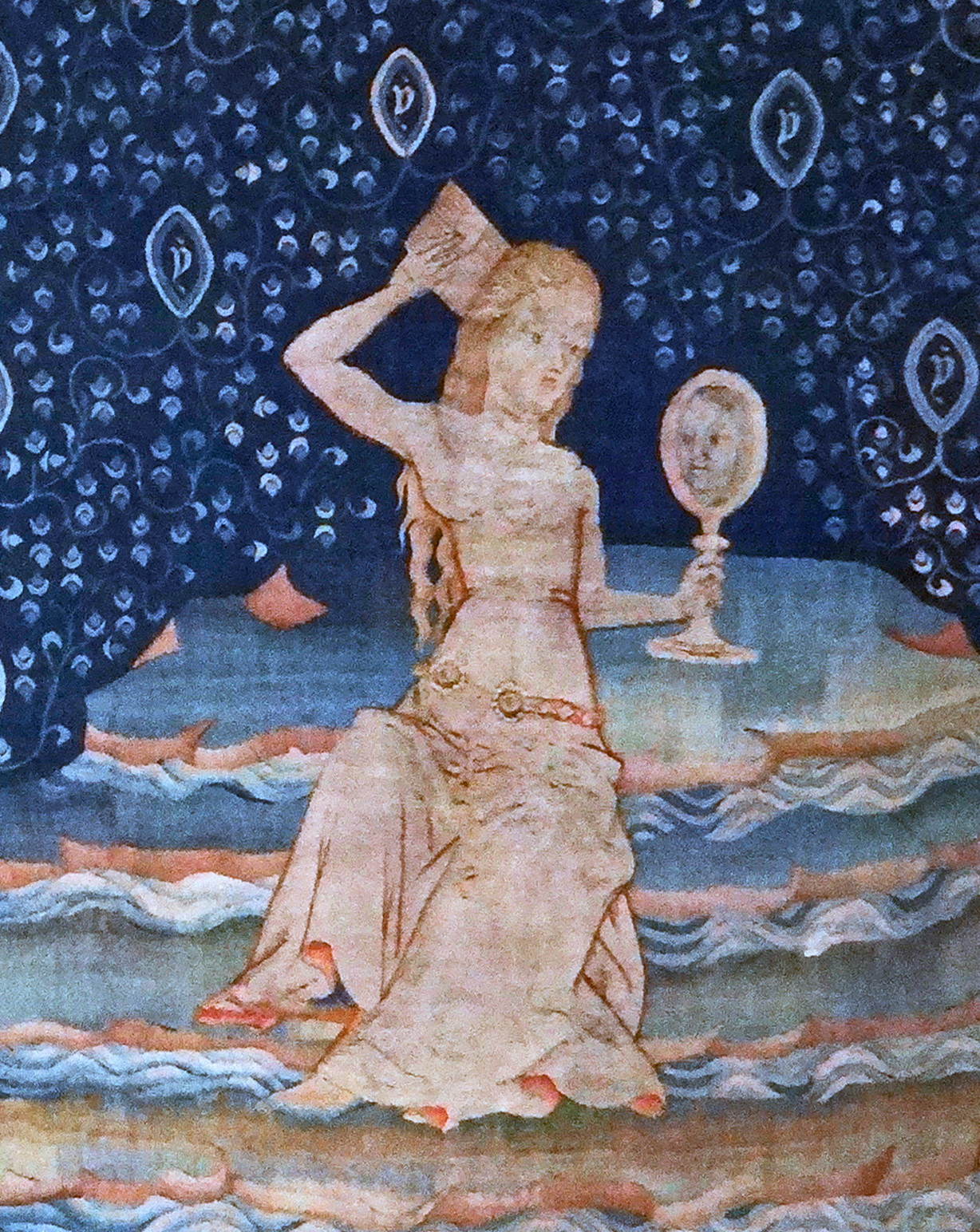
Representação da prostituição. Tapeçaria do Apocalipse de Angers.

Para que um casamento fosse válido na Roma Antiga (iustae nuptiae) era necessário que se respeitassem os seguintes critérios: a capacidade jurídica matrimonial, a idade e o consentimento.

### Conubium
A capacidade jurídica matrimonial recebia o nome de conubium e dela só gozavam os cidadãos romanos. Os estrangeiros, os escravos, os actores e os que trabalhavam na prostituição estavam impedidos casar. O conubium poderia ser concedido em casos excepcionais.
Também não se verifica conubium entre pais e filhos (mesmo que o filho ou filha tivesse sido adoptado) e entre irmãos (mesmo que apenas meio-irmãos). Não era também permitido o casamento de um homem com a filha do seu irmão, mas a interdição foi alterada pelo senado para permitir o casamento do imperador Cláudio com a sua sobrinha Agripina em 49, invocando-se razões de Estado.

### Idade legal
As idades mínimas para casar encontravam-se relacionadas com o atingir da puberdade (pubertas). No caso dos homens, esta idade estava fixada aos 14 anos e nas mulheres aos 12 anos. Na prática, era raro um homem casar antes dos 25 anos. No tocante às mulheres, procurava-se aguardar os 18 anos. Era socialmente aceite o casamento de um homem com uma mulher com idade para ser sua filha ou neta; não era raro uma adolescente de 15 anos se casar com um homem de 35 na elite patrícia.
Casar quando ainda não se tinha completado o processo de desenvolvimento físico implicou para muitas jovens romanas a morte prematura durante o parto ou por complicações a este associadas. As mulheres das classes menos abastadas casavam em geral mais tarde, dado que não lhes era tão fácil arranjar o dote necessário. Os pais poderiam prometer os filhos em casamento aos 7 anos de idade.

### Consentimento
O consentimento requerido para o casamento era o dos nubentes e do pater familias.

## Noivado
A celebração do noivado era feita através de uma cerimónia (sponsalia)  na qual se reuniam as duas famílias. O noivo oferecia presentes à noiva, entre os quais um anel de ferro (mais tarde, de ouro), que seria colocado no anelar da mão esquerda. Na Antiguidade acreditava-se que este dedo comunicava com o coração através de um nervo. Assinava-se também o contrato nupcial, no qual se estabelecia o montante do dote (dos). Concluídas estas formalidades, tinha lugar um banquete. O casamento ocorreria num período compreendido entre alguns meses a dois anos depois.

## Tipos de casamento
Existiam duas formas jurídicas de casamento, o cum manum (ou in manum) e o sine manum. Através do casamento cum manum a mulher passava da autoridade do seu pai para a do marido. Era uma forma de casamento autocrática, dado que a mulher não tinha qualquer tipo de direitos sobre os seus bens nem mesmo sobre a sua própria vida. A sua situação era semelhante à dos filhos sujeitos à patria potestas ou a dos escravos sujeitos à domenica potestas.
O casamento cum manum caiu em desuso mesmo antes do fim da República, tendo dado lugar ao matrimónio sine manum. Nesta forma, a mulher permanecia sob a tutela do seu pai (ou tutor, caso o pai tivesse falecido), poderia dispor dos seus bens e receber heranças; em caso de divórcio, o dote não ficaria por completo para o marido.
O casamento cum manum manifestava-se através de três formas: a confarreatio, a coemptio e o usus.

### Confarreatio

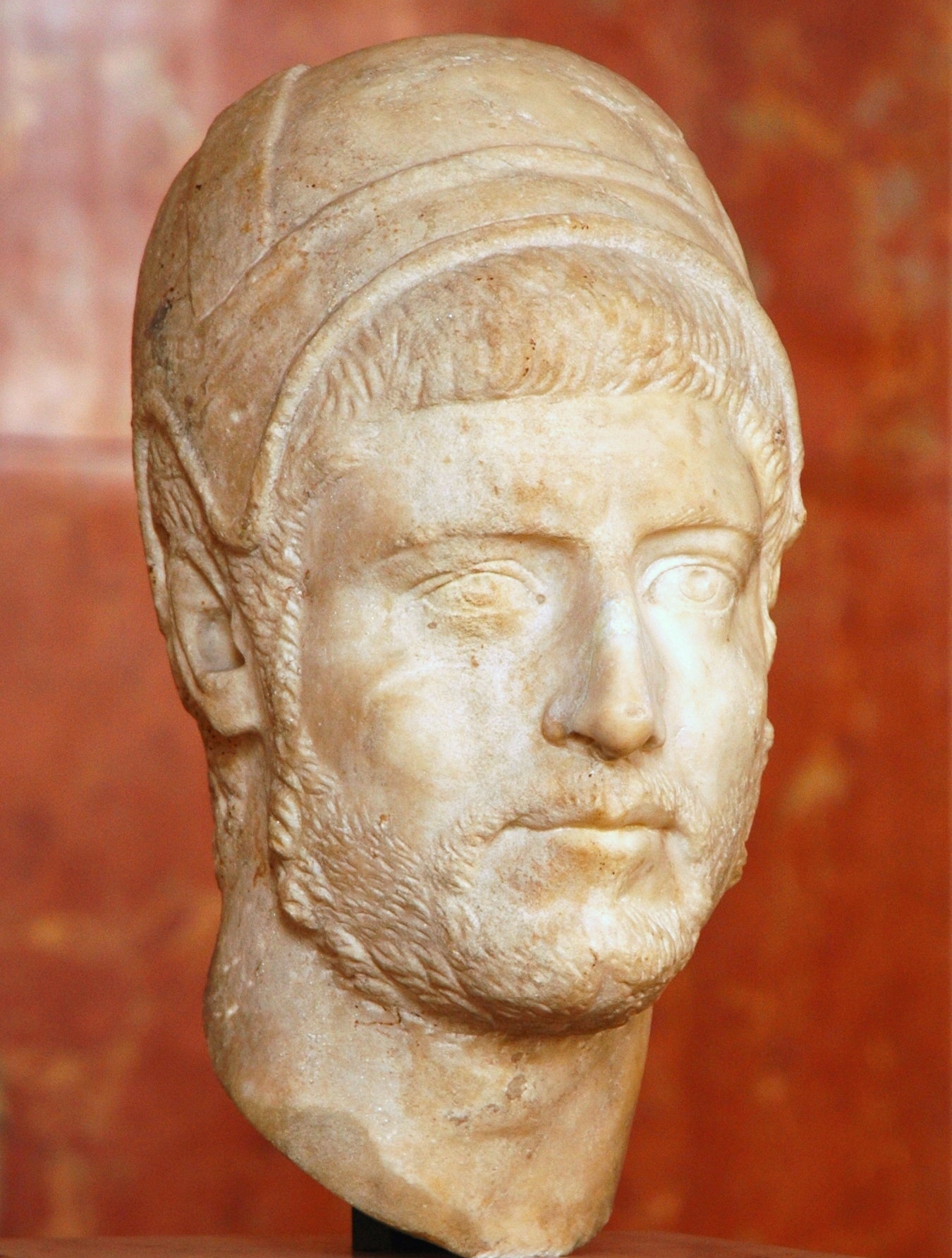
Busto de um sacerdote flâmine.

A confarreatio era a forma mais antiga e solene de casamento na Roma Antiga, tendo sido praticado pelos patrícios ao longo dos tempos. Era prática obrigatória entre o rei das coisas sagradas (rex sacrorum), o flâmine dial (flamen Dialis), o flâmine marcial (flamen Martialis) e o flâmine quirinal (flamen Quirinalis); para além de só poderem casar por esta forma, estes sacerdotes tinham que ser filhos de pessoas casadas pela confarreatio.
Era também o único casamento em cuja cerimónia estavam presentes sacerdotes, que eram o flâmine Dial (em representação de Júpiter, que presidia a esta união) e o pontífice máximo (pontifex maximus). Celebrava-se na presença de dez testemunhas, com os noivos de cabeça coberta sentados um ao lado do outro em bancos cobertos com a pele de uma ovelha oferecida em sacrifício. Pronunciadas as fórmulas solenes, os noivos davam uma volta pelo lado direito ao altar, tomavam um pouco de sal e um bolo de espelta, o panis farreus (daí o nome confarreatio).

### Coemptio
A coemptio era uma reconstituição simbólica do tempo remoto em que os homens compravam as mulheres para poderem casar. Requeria apenas cinco testemunhas, em presença das quais o noivo pagava ao pai da noiva uma moeda de prata ou bronze, colocada numa balança segurada por um homem (o libripens).

### Usus
O casamento per usum ou usus concretizava-se quando uma mulher tivesse coabitado de forma ininterrupta por um ano com um homem. Contudo, se durante este ano a mulher tivesse passado três noites seguidas fora de casa (trinoctio), continuava solteira e sob tutela do pai.

## Ritos

### Escolha da data
Devido à sua importância na vida de homens e mulheres, o casamento deveria ser realizado em datas consideradas como favoráveis. O período tido como mais propício era a segunda metade do mês de Junho, porque relacionado com o solstício de Verão, momento de apogeu do mundo natural.
Era desaconselhado casar entre os dias 13 e 21 de Fevereiro (dias do festival Parentália), entre 1 e 15 de Março, nos dias fixos de cada mês (Calendas [Kalendae], Nonas [Nonae] e Idos [Idus]) e nos dias em que se abria a tampa do "mundus" (uma vala no Circo Máximo que se acreditava comunicar com o mundo dos mortos), ou seja, nos dias 24 de Agosto, 5 de Outubro e 8 de Novembro. Casar no mês de Maio era totalmente desaconselhado, porque era o mês em que se celebrava a Lemúria, festa dos mortos; acreditava-se que aqueles que o fizessem morreriam em pouco tempo.
Embora não fosse proibido, não era conveniente casar nos dias das festas romanas, porque os convidados optariam por participar nesses eventos e não estariam presentes na cerimónia. As viúvas escolhiam muitas vezes casar nestes dias, uma vez que não chamariam tanto a atenção para a nova união.

### Cerimónia

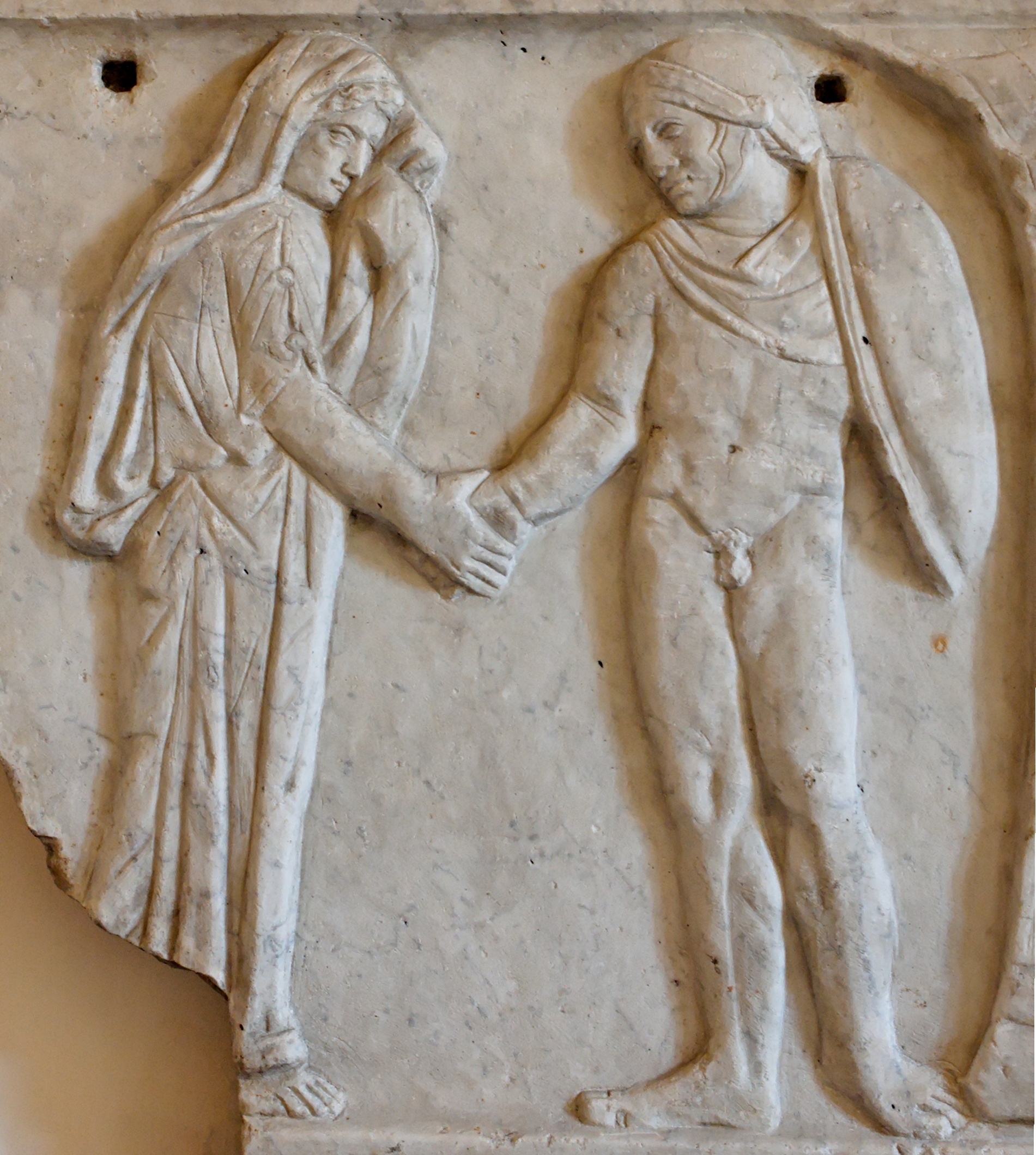
Jasão e Medeia juntam as suas mãos (dextrarum junctio). Tampa de sarcófago romano.

Na véspera do dia de casamento, a noiva consagrava os seus brinquedos de infância aos Lares, assim como a sua bula (bulla; um colar que lhe tinha sido colocado no seu oitavo dia de vida para protegê-la do mau-olhado). Abandonava o uso da toga pretexta (toga praetexta), uma toga com uma borda púrpura, e colocava a túnica reta (tunica recta), a "túnica correcta", que era branca e se estendia até aos pés . Na cintura colocava o cíngulo (cingulum), um cinto atado com um nó especial para a ocasião, o nodus herculeus (em alusão a Hércules, que segundo a lenda teria tido mais de setenta filhos), que só deveria ser desatado pelo esposo quando o casamento fosse consumado. O seu cabelo era separado em seis madeixas (sex crines) com a ponta de uma lança, sendo estas madeixas presas com fitas de lã. A cabeça era depois coberta com um véu alaranjado, o flameu (flammeum). O simbolismo deste véu era tão grande, que o próprio acto de casar, quando se referia a uma mulher, dizia-se nubere, literalmente, "colocar o véu". Por cima deste véu colocava-se por sua vez uma coroa de manjerona e verbena (na época imperial passou-se a usar a flor de laranjeira). Os sapatos da noiva tinham a mesma cor que o véu.
No dia seguinte, a casa da noiva era totalmente enfeitada (particular cuidado era prestado às portas e umbrais) com ramos de árvores sempre verdes e com flores.
A noiva era assessorada pela pronuba, uma matrona casada uma única vez e com o marido ainda vivo, que simbolizava através destas duas características a "esposa ideal". Era ela que juntava as mãos direitas dos noivos (ritual do dextrarum iunctio), acto ao qual se seguia a declaração de uma fórmula por parte da noiva: ubi tu Gaius, ego Gaia (para alguns autores esta frase seria dita quando a mulher chegasse à sua nova casa).
Cumpridos estes ritos, celebrava-se a cena nupcial (cena nuptialis) na casa da noiva. Neste banquete participavam familiares e convidados e o evento prolongava-se até ao anoitecer. Nessa altura ocorria a deductio, uma simulação de rapto da noiva feita pelo noivo: esta refugiava-se nos braços da mãe, enquanto o noivo fingia arrancá-la à força, tudo acompanhado com lamentos e lágrimas fingidas. A deductio era uma alusão ao rapto das Sabinas, em que Rómulo e os seus companheiros tomaram esposas recorrendo à força.
Chegava então o momento de organizar o cortejo, que à luz de archotes levaria a noiva para a casa do marido. A noiva era acompanhada por três meninos, que tinha os pais ainda vivos (pátrimos [patrimi] e mátrimos [matrimi]). Dois meninos iam de mão dada ao lado da noiva, enquanto que o terceiro seguia um pouco à frente com um archote de espinheiro-alvar, que tinha sido aceso na casa da noiva.  Os restos deste archote eram considerados como capazes de conceder uma vida longa, pelo que eram distribuídos entre os participantes. Os meninos ou a noiva transportavam a roca e o fuso, símbolos da vida doméstica (a principal actividade esperada de uma mulher casada era fazer a roupa da sua família).
As pessoas que viam ou acompanhavam o cortejo gritavam "Talasse" (Thalasse), nome de uma divindade protectora do casamento, e recitavam versos, alguns de carácter picante. Atiravam-se também nozes, apanhadas pelas crianças.
O marido, que tinha se adiantado ao cortejo para chegar à sua casa, recebia a noiva, à qual oferecia fogo e água. Esta, com azeite e gordura animal realizava um ritual que consistia em ungir os umbrais da porta da casa. Era então levada ao colo para dentro da habitação pelos acompanhantes ou pelo marido, para que não tropeçasse a entrar na nova casa, o que seria interpretado como um sinal negativo. A pronuba conduzia-a ao leito nupcial, onde seria consumada a união. Ajudava-a a retirar a roupa e as jóias, encorajava-a para o que se seguiria e deitava-na na cama. O noivo poderia então entrar, embora no exterior continuasse a festa. Antes de partir a pronuba realizava um sacrifício.
No dia seguinte, a esposa, vestida já com a stola das matronas (uma espécie de "vestido"), realizava uma oferenda aos Lares e Penates. Nesse mesmo dia ocorria um banquete (spotia) reservado às duas famílias.

## Adultério
O adultério (adulterium) verificava-se quando um homem, casado ou solteiro, mantinha relações sexuais com uma mulher casada. Se o homem tivesse relações com prostitutas ou escravas, estas relações não eram consideradas como adultério.
O adultério foi também alvo das preocupações do imperador Augusto, que em 17 a.C., através da "Lei Júlia de controle de adultérios" (lex Julia de adulteriis coercendis), procurou puni-lo severamente. O adultério passou a ser um crime público, quando até então tinha sido resolvido no âmbito familiar. O marido era obrigado a pedir o divórcio (caso contrário seria acusado de proxenetismo, lenocínio [lenocinium]), dispondo de 60 dias para apresentar queixa contra a esposa adúltera. Em caso de inércia, qualquer cidadão poderia apresentar provas do adultério num período de quatro meses. Caso ninguém a denunciasse durante este período, a mulher não poderia mais ser perseguida.
Nos termos da lei, o marido poderia matar o amante da esposa caso o surpreendesse em "flagrante delito" e se este fosse membro dos estratos considerados pouco dignos (ou seja, se fosse um escravo, um gladiador, um actor, um bailarino ou um prostituto). O marido poderia ainda prendê-lo durante vinte horas, com o objectivo de poder chamar testemunhas. O pai da adúltera poderia matar a filha e o amante caso os apanhasse em sua casa ou na casa do genro, dado que se considerava que existia particular agravo em levar um amante para uma destas casas. Porém, não poderia matar apenas o amante, pois poderia ser acusado de homicídio.
As penas para uma mulher condenada por adultério eram a confiscação de metade do seu dote e da terça parte dos seus bens e o exílio para ilhas desertas, como a ilha de Pandatária (actual Ventotene). Era também obrigada a usar a toga e não poderia voltar a casar, assumindo o estatuto de probrosa (infame), o que a colocava ao mesmo nível que as prostitutas. No caso do homem, previa-se a confiscação de metade dos bens e o exílio para uma ilha (obviamente que não seria a mesma ilha para onde tinha ido a mulher com a qual tinha praticado o adultério); poderia ainda ser condenado ao trabalho forçado em minas.
Augusto aplicou as disposições desta lei na sua própria família, nomeadamente sobre a sua filha e a sua neta, ambas chamadas Júlia. Denunciou os vários amantes da primeira através de uma carta que dirigiu ao senado romano (e que gerou um escândalo na altura) e mandou matar um deles, Júlio António, filho de Marco António, tendo Júlia sido desterrada para a ilha da Pandatária. Quanto à sua neta, foi igualmente enviada para uma ilha inóspita pela prática de adultério.

## Divórcio e viuvez

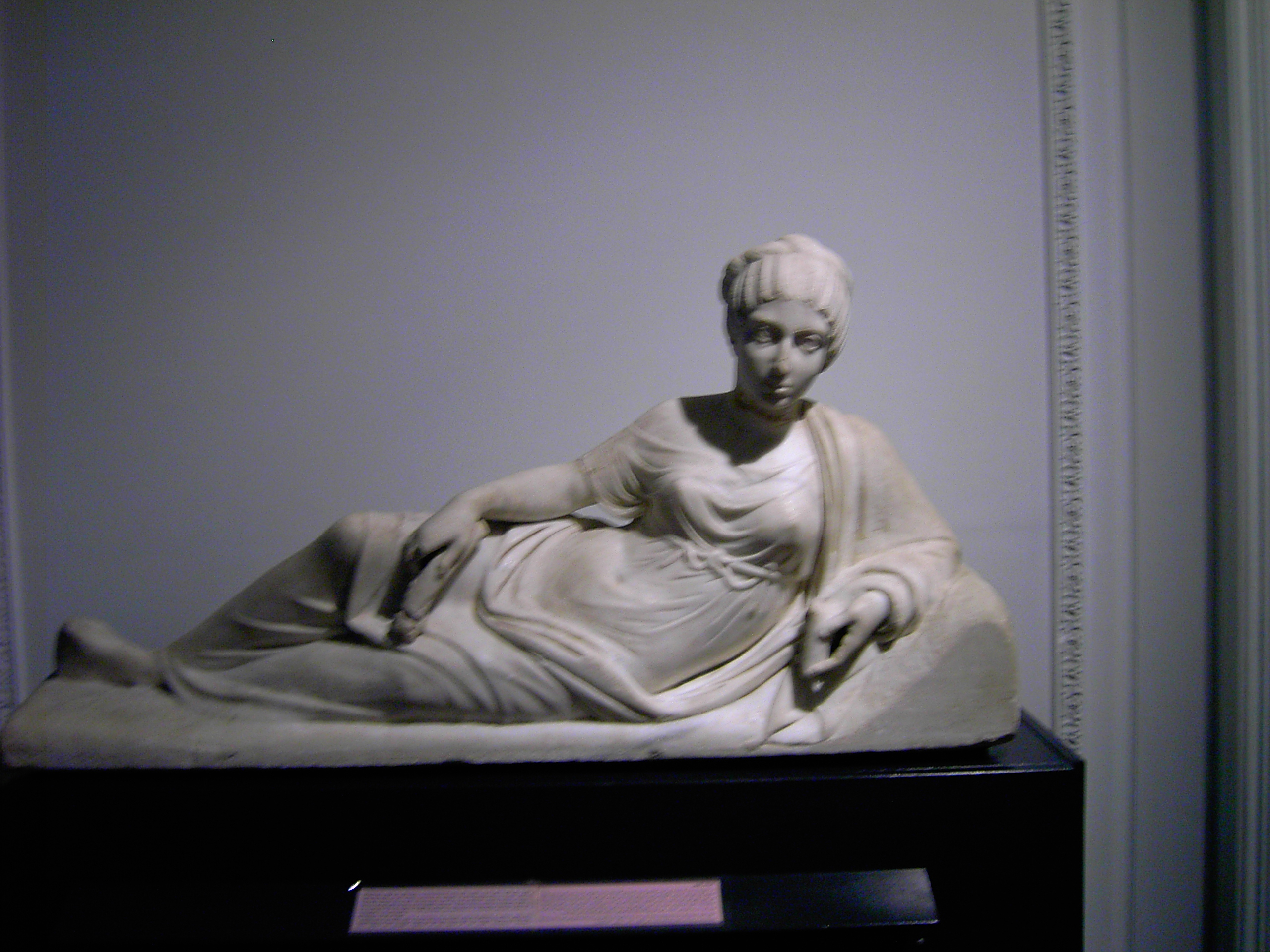
Lápide tumular romana.

No início, apenas o homem poderia solicitar o divórcio e em casos muito específicos, como o adultério ou infertilidade da sua esposa. A tradição romana considerava que o primeiro divórcio teria ocorrido em 230 a.C. quando Espúrio Carvílio Máximo Ruga se divorciou da esposa por esta ser infértil. As mulheres só conquistaram o direito a pedir o divórcio no final da República. Na época imperial o divórcio tornou-se uma prática corrente: para além dos motivos enunciados, um casal poderia divorciar-se por estar farto um do outro ou por ter surgido uma aliança mais atractiva. A religião romana não se opunha ao divórcio.
Para que o divórcio se efectivasse bastava que um dos cônjuges declarasse perante testemunhas a fórmula tuas res tibi habeto ("fica com o que é teu") ou i foras ("sai da minha casa"). Estas fórmulas também poderiam ser escritas numa carta e entregues ao cônjuge por um liberto. Os filhos da união terminada ficavam com o pai e com a família deste.
Aos homens cujas esposas tinham falecido era permitido casar de imediato. As mulheres teriam de esperar no mínimo dez meses; no tempo de Augusto este período alargou-se para doze meses. Esta regra imposta à mulher relacionava-se com o desejo de assegurar que caso esta estivesse grávida do marido falecido não houvesse dúvidas sobre quem era o pai.

## Concubinato e contubérnio
O concubinato (em latim: concubinatus) era a união entre duas pessoas livres impedidas de casar, como por exemplo o governador de uma província e uma mulher natural dessa província (a impossibilidade de casar adivinha neste caso do facto dela ser uma estrangeira). Tinha como requisitos a idade legal e o consentimento, não sendo necessário um dote. Os filhos destas uniões não ficavam sujeitos à autoridade do pai e ficavam com o nome da mãe.
Eram também comum entre os soldados, que até ao ano de 197 a.C. não podiam casar antes de terem concluído vinte e cinco anos de serviço pelos quais recebiam como recompensa a cidadania romana.
O contubérnio (em latim: contubernium) era a união (sem qualquer tipo de reconhecimento jurídico) entre duas pessoas com estatuto de escravas ou entre um escravo e uma liberta que viviam juntos como marido e mulher (contubernais). O consentimento para a união tinha que ser concedido pelo senhor, que a qualquer momento poderia dissolvê-la.